# Ucciani
Ucciani é uma comuna francesa na região administrativa de Córsega, no departamento de Córsega do Sul. Estende-se por uma área de 28,36 km². 